# Championnat de France de rugby à XIII de 2e division 2022-2023
 (septembre 2022).
 (juin 2023).
Navigation
Édition précédente Édition suivante
Le Championnat de France de rugby à XIII d'Élite 2 2022-23 ou Élite 2 2022-2023 oppose pour la saison 2022-2023 les meilleures équipes françaises de rugby à XIII de seconde division au nombre de neuf du 1er octobre 2022 à mai 2023.

## Liste des équipes en compétition
| Baho Carpentras Entraigues Ille-sur-Têt Lescure-Arthès Salon-de-Provence Tonneins Villefranche Villegailhenc |

### Équipes saison 2022-2023
| Club                     |
| ------------------------ |
| Baho                     |
| Carpentras               |
| Entraigues-sur-la-Sorgue |
| Ille-sur-Têt             |
| Lescure-Arthes           |
| Salon-de-Provence        |
| Tonneins                 |
| Villefranche-de-Rouergue |
| Villegailhenc-Aragon     |

Tonneins, vainqueur du troisième échelon national nommé « La nationale » monte dans cette division et Pia est accepté au premier échelon nommé « Élite 1 ». Enfin, les clubs de Gratentour, Lyon-Villeurbanne, Toulon et Lattes-Montpellier sont rétrogradés en divisions inférieures pour cette saison 2022-2023.
Annoncé comme disputant le championnat de Nationale (troisième division nationale masculine) pour la saison 2022-2023, Toulon et Montpellier déclarent finalement forfait.

### Classement de la première phase
| Rang | Club                     | J  | V  | N | D  | Bo | Bd | Pm  | Pe  | Diff | Pts |
| ---- | ------------------------ | -- | -- | - | -- | -- | -- | --- | --- | ---- | --- |
| 1    | Ille-sur-Têt             | 16 | 14 | 0 | 2  | 0  | 2  | 516 | 254 | +262 | 44  |
| 2    | Villefranche-de-Rouergue | 16 | 11 | 0 | 5  | 0  | 3  | 573 | 260 | +313 | 36  |
| 3    | Villegailhenc-Aragon     | 16 | 10 | 0 | 6  | 0  | 3  | 391 | 373 | +18  | 33  |
| 4    | Lescure-Arthès           | 16 | 9  | 0 | 7  | 0  | 5  | 387 | 332 | +55  | 32  |
| 5    | Entraigues-sur-la-Sorgue | 16 | 10 | 0 | 6  | 0  | 1  | 429 | 433 | -4   | 31  |
| 6    | Baho                     | 16 | 8  | 0 | 8  | 0  | 4  | 387 | 447 | -60  | 28  |
| 7    | Salon-de-Provence        | 16 | 6  | 0 | 10 | 0  | 4  | 368 | 511 | -143 | 22  |
| 8    | Carpentras               | 16 | 2  | 0 | 14 | 0  | 8  | 318 | 485 | -167 | 14  |
| 9    | Tonneins                 | 16 | 2  | 0 | 14 | 0  | 5  | 300 | 574 | -274 | 11  |

|  | Qualifiés pour les demi-finales                      |
|  | Qualifiés pour les barrages d'accès aux demi-finales |

Attribution des points : victoire : 3, défaite par 12 points d'écart ou moins : 1 (point bonus), défaite par plus de 12 points d'écart : 0.
En cas d'égalité du nombre de points de classement, c'est la différence de points générale.

### Phase finale
|  | Barrages                 | Barrages                 |                |               | Demi-finales  | Demi-finales  |  |  | Finale         | Finale         |
|  | Barrages                 | Barrages                 |                |               | Demi-finales  | Demi-finales  |  |  | Finale         | Finale         |
|  |                          |                          |                |               |               |               |  |  |                |                |
|  | Le 29-30 avril 2023      | Le 29-30 avril 2023      |                |               | Le 7 mai 2023 | Le 7 mai 2023 |  |  | Le 21 mai 2023 | Le 21 mai 2023 |
|  | Le 29-30 avril 2023      | Le 29-30 avril 2023      |                |               | Le 7 mai 2023 | Le 7 mai 2023 |  |  | Le 21 mai 2023 | Le 21 mai 2023 |
|  | Le 29-30 avril 2023      | Le 29-30 avril 2023      | Ille-sur-Têt   | 42            |               |               |  |  | Le 21 mai 2023 | Le 21 mai 2023 |
|  | Lescure-Arthes           | 32                       | Ille-sur-Têt   | 42            |               |               |  |  | Le 21 mai 2023 | Le 21 mai 2023 |
|  | Lescure-Arthes           | 32                       | Lescure-Arthes | 22            |               |               |  |  | Le 21 mai 2023 | Le 21 mai 2023 |
|  | Entraigues-sur-la-Sorgue | 18                       | Lescure-Arthes | 22            |               |               |  |  | Le 21 mai 2023 | Le 21 mai 2023 |
|  | Entraigues-sur-la-Sorgue | 18                       | Le 7 mai 2023  | Le 7 mai 2023 | Ille-sur-Têt  | 25            |  |  |                |                |
|  | Le 29-30 avril 2023      |                          | Le 7 mai 2023  | Le 7 mai 2023 | Ille-sur-Têt  | 25            |  |  |                |                |
|  |                          | Villefranche-de-Rouergue | Le 7 mai 2023  | Le 7 mai 2023 | 18            |               |  |  |                |                |
|  | Villegailhenc-Aragon     | Villefranche-de-Rouergue | Le 7 mai 2023  | Le 7 mai 2023 | 18            | 46            |  |  |                |                |
|  | Villegailhenc-Aragon     | Villegailhenc-Aragon     | 12             |               |               | 46            |  |  |                |                |
|  | Baho                     | Villegailhenc-Aragon     | 12             | 12            |               |               |  |  |                |                |
|  | Baho                     | Villefranche-de-Rouergue | 26             | 12            |               |               |  |  |                |                |
|  |                          | Villefranche-de-Rouergue | 26             |               |               |               |  |  |                |                |

### Finale
(mt : 2 - 12)
Points marqués :
Évolution du score : 
Arbitre : 
Spectateurs : 

## Médias
Certaines rencontres sont commentées en direct sur radio Marseillette. Selon leur pratique, les publications britanniques Rugby League World (mensuel) et Rugby Leaguer&League Express (hebdomadaire) couvrent également le championnat.
Les journaux régionaux L'Indépendant et la Dépêche du Midi suivent également la compétition :  le fait qu'ils soient bien souvent compris dans les offres d'abonnement « presse  » des fournisseurs d'accès d'internet ou des opérateurs mobiles (kiosque sur smartphone, par exemple Cafeyn) leur donnant la possibilité d'être lus au-delà de leurs régions d'origine. Le magazine australien Rugby League Review devrait aussi suivre le championnat, au minimum en donnant les résultats. 
Midi Libre devrait, selon son habitude, seulement indiquer les résultats du championnat chaque lundi, de même que Midi Olympique.  
Le site internet Treize Mondial devrait quant à lui suivre en détail ce championnat. 